# Segusiavi

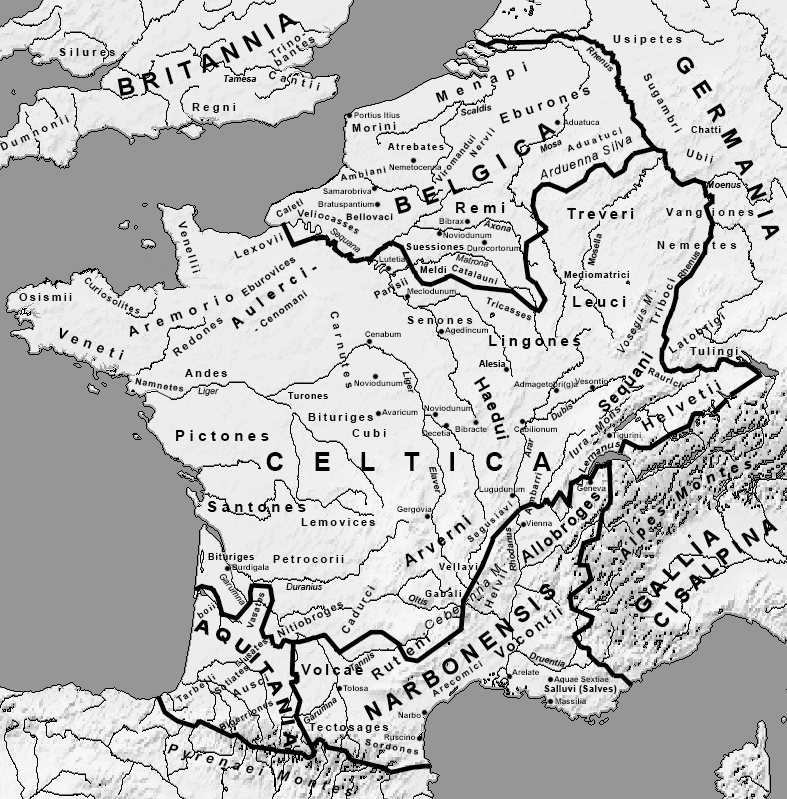
Gallien im letzten Jahrhundert v. Chr.

Die Segusiavi (Die Siegreichen) waren ein keltischer Stamm in Gallien, deren Festung bei Lugdunum lag.
Der Name Segusiavi leitet sich vielleicht von den Segobriges ab, einem Volk, das der Legende nach bei der griechischen Gründung von Massalia beteiligt war.